# Liste der Kulturdenkmäler in Hoppstädten-Weiersbach
In der Liste der Kulturdenkmäler in Hoppstädten-Weiersbach sind alle Kulturdenkmäler der rheinland-pfälzischen Ortsgemeinde Hoppstädten-Weiersbach einschließlich des Ortsteils Neubrücke aufgeführt. Grundlage ist die Denkmalliste des Landes Rheinland-Pfalz (Stand: 12. Juni 2023).

## Denkmalzonen
| Bezeichnung                    | Lage                                                           | Baujahr | Beschreibung | Bild |
| ------------------------------ | -------------------------------------------------------------- | ------- | --- | ---- |
| Denkmalzone Jüdischer Friedhof | Hoppstädten, östlich des Ortes am Hang des Eborner Berges Lage | 1770    | 168 Grabsteine, von 1770 bis 1958; auf dem älteren Teil des Friedhofs mit fragmentarisch erhaltenen hebräisch beschrifteten Sandsteingrabplatten; größter jüdischer Friedhof in der weiteren Umgebung | BW   |

## Einzeldenkmäler
| Bezeichnung                        | Lage                                                    | Baujahr  | Beschreibung                                                                               | Bild                           |
| ---------------------------------- | ------------------------------------------------------- | -------- | ------------------------------------------------------------------------------------------ | ------------------------------ |
| Katholische Kirche St. Katharinen  | Hoppstädten, Hauptstraße, bei Nr. 50 Lage               | 1787     | Saalbau mit Dachreiter, 1787; in der Ostwand Wegekreuz, bezeichnet 1724                    | weitere Bilder Fotos hochladen |
| Eisenbahnbrücke                    | Hoppstädten, südwestlich des Ortes Lage                 | 1880     | Eisenbahnbrücke der Rhein-Nahe-Bahn: vierbogige Sandsteinbrücke über den Steinaubach, 1880 | BW                             |
| Bahnhof der Rhein-Nahe-Bahn        | Neubrücke, Saarstraße 19 Lage                           | um 1860  | Typenbau; ein- und zweigeschossiger sandsteingegliederter Backsteinbau, um 1860            | Fotos hochladen                |
| Wohnhaus                           | Neubrücke, Saarstraße 20 Lage                           | 1870     | siebenachsiges Wohnhaus, 1870; platz- und ortsbildprägend                                  | BW                             |
| Katholische Pfarrkirche St. Markus | Weiersbach, In Bleiderdingen Lage                       | vor 1235 | Saalbau 1738/39, Verlängerung und Westturm 1862; gotischer Chor, vor 1235; mit Ausstattung | BW                             |
| Wegekreuz                          | Weiersbach, In Bleiderdingen, Ecke Auf dem Sand Lage    | 1847     | Stationskreuz, bezeichnet 1847                                                             | Fotos hochladen                |
| Straßenbrücke                      | Weiersbach, zwischen Hoppstädten und Bleiderdingen Lage |          | dreibogige Sandsteinquaderbrücke über die Nahe                                             | BW                             |